# Ajax (schoonmaakmiddel)

logo

Ajax is een merknaam voor een aantal verschillende soorten schoonmaakmiddel, allesreiniger, sprays en doekjes. In 1963 werd in Nederland het merk Ajax geïntroduceerd, dat al sinds 1947 bestond, door het bedrijf Colgate, thans Colgate-Palmolive, opgericht in 1806 in de Verenigde Staten door William Colgate.
Men begon met een flacon met als ingrediënt onder meer vloeibare ammoniak en  glutaronitril, vergezeld met het logo witte tornado dat als slogan werd gebruikt. Daarna volgden ook producten in de vorm van een spray, poeder en crème.
De naam van het schoonmaakmiddel verwijst naar de Griekse held Ajax.